# Sucur
Sucur (em urdu: سکر; em sindi: لاڑکانہ ,لاڙڪاڻو; romaniz.: Sukkur)  é uma cidade do Paquistão, localizada na margem oeste do rio Indo, na província de Sinde.